# Capasa brachygenyx
Capasa brachygenyx là một loài bướm đêm trong họ Geometridae.